# Chrysosoma clarkei
Chrysosoma clarkei är en tvåvingeart som beskrevs av Daniel J. Bickel 1994. Chrysosoma clarkei ingår i släktet Chrysosoma och familjen styltflugor. Inga underarter finns listade i Catalogue of Life.